# Lux (revista)
Lux va ser una revista catalana de fotografia editada a Barcelona.
Es va convertir en una de les revistes fotogràfiques més influents del primer terç del segle xx. Estava coordinada per Josep Sínia Valadrón i dirigida per Rafael Areñas i, com totes les revistes de la seva època, influïda pel corrent pictorialista.
Es publicava amb periodicitat mensual i amb continguts relatius a la fotografia artística, com ara obres de Joaquim Pla Janini. Des de 1919 va ser l'òrgan oficial de la «Unió Fotogràfica de Barcelona» que va ser una associació creada per Joan Vilatobà, Areñas i Claudi Carbonell, per la qual cosa es van incloure més continguts empresarials i laborals dirigits als fotògrafs professionals.